# Piet de Rooy
Pieter (Piet) de Rooy (1944) is een Nederlands geschiedkundige. Als zodanig was hij van 1985 tot 2009 hoogleraar Nederlandse geschiedenis aan de Universiteit van Amsterdam (UvA).

## Komaf
De Rooy is een zoon van een uit Noord-Brabant naar Rotterdam vertrokken gereformeerde onderwijzer en PvdA-lid. In zijn in 2002 (eerste druk) verschenen boek Republiek van rivaliteiten: Nederland sinds 1813 doet hij onder meer verslag van de historische wederwaardigheden van zijn ouders en grootouders.

## Opleiding
Hij studeerde geschiedenis aan de Rijksuniversiteit Utrecht en aan de Universiteit van Amsterdam. Aan laatstgenoemde universiteit promoveerde hij op hoe in Nederland tijdens het interbellum zowel op landelijk als op lokaal niveau (dat van Amsterdam) de werkloosheid werd aangepakt.

## Hoogleraarschap
Aan de Universiteit van Amsterdam werkte hij eerst bij de afdeling pedagogiek en politicologie alvorens hij in 1997 bij de afdeling geschiedenis terechtkwam. Vanaf 1985 was hij hoogleraar nieuwste geschiedenis bij de toenmalige faculteit der politieke en sociaal-culturele wetenschappen (PSF). Later was hij als hoogleraar Nederlandse geschiedenis vanaf de middeleeuwen werkzaam bij de faculteit der geesteswetenschappen, afdeling geschiedenis, archeologie en regiostudies, leerstoelgroep Nederlandse Geschiedenis (afgekort NLG, hij bekleedde hier ook het voorzitterschap van). Een van zijn wapenfeiten aan deze universiteit was de oprichting van een instituut voor geschiedenisdidactiek. Op 1 september 2009 ging hij met emeritaat en werd opgevolgd door James Kennedy, die sinds september 2007 als hoogleraar aan de UvA is verbonden.
Op zijn afscheid op 11 september 2009 werd De Rooy de onderscheiding Officier in de Orde van Oranje-Nassau toegekend.

## Historische specialisatie
De Rooy is een specialist op het gebied van de eigentijdse geschiedenis van Nederland, op dat van de geschiedenis van opvoeding en onderwijs alsook op het terrein van de cultuurgeschiedenis van de 19e eeuw, waarbij hij zijn aandacht richt op de ontwikkeling van de geneeskunde, de evolutietheorie en het racisme.

## Commissie-De Rooy
Rond 2000 zat hij de Commissie Historische en Maatschappelijke Vorming (beter bekend als commissie-De Rooy) voor. Deze commissie was ingesteld door de minister van Onderwijs en had tot doel met adviezen te komen om het geschiedenisonderwijs in Nederland te verbeteren. Een aanbeveling die later werd doorgevoerd was om via een indeling in tien chronologische tijdvakken het accent in het onderwijs meer te leggen op historisch besef en oriëntatiekennis.

## Canon van Nederland
De Rooy was aanvankelijk voorstander van de historische canon van Nederland. Hiertoe schreef hij met een tweetal andere historici in 2005 Kortweg Nederland: wat iedereen wil weten over onze geschiedenis. Toen de canon echter in 2006 tot stand was gekomen, uitte hij samen met tweeëntwintig andere historici ongenoegen over de uitwerking van de canon aan minister Plasterk.

## Werken (selectie)
- Een revolutie die voorbij ging: Domela Nieuwenhuis en het Palingoproer (Bussum, 1971)
- Werklozenzorg en werkloosheidsbestrijding, 1917-1940: landelijk en Amsterdams beleid (Amsterdam, 1979, proefschrift)
- Op zoek naar volmaaktheid: H.M. Bernelot Moens en het mysterie van afkomst en toekomst (Houten, 1991) - over evolutie en fysische antropologie
- De rode droom: een eeuw sociaal-democratie in Nederland : een essay en een beeldverhaal (Nijmegen, 1995)
- Republiek van rivaliteiten: Nederland sinds 1813 (Amsterdam, 2005)
- Kortweg Nederland: wat iedereen wil weten over onze geschiedenis (Wormer, 2005, samen met Jan Bank en Gijsbert van Es)
- Ons stipje op de waereldkaart, 2014, winnaar Prinsjesboekenprijs 2014 en genomineerd voor de Libris Geschiedenis Prijs 2014
- De Nederlandse Darwin. Bernelot Moens en het mysterie van onze afkomst, Wereldbibliotheek 2015
- Een geschiedenis van het onderwijs in Nederland, Wereldbibliotheek 2018
- Alles! En wel nu! : een geschiedenis van de jaren zestig, Wereldbibliotheek 2020